# Božena Dobešová
Božena Dobešová (2. října 1914, Stochov – 28. listopadu 1990) byla česká a československá sportovní gymnastka, držitelka stříbrné medaile v soutěži družstev žen z LOH 1936 v Berlíně a zlaté medaile v soutěži družstev žen na Mistrovství světa v Praze v roce 1938.

## Život
Od února 1922 žila s rodiči v Bílovicích nad Svitavou. V roce 1939 se provdala, užívala příjmení Kalová.

### Sportovní kariéra a činnost
V roce 1932 v rámci IX. Všesokolského sletu v Praze se jako dorostenka zúčastnila závodu „Obecného ve vyšším oddílu“ a získala 6. místo ze 186 závodnic. V roce 1934 po medailovém úspěchu na „Mezisletových závodech“ v Prostějově a „Obecných závodech žen“ v Praze se zařadila do reprezentačního družstva ČOS a účastnila se mezinárodních závodů v Sofii v Bulharsku.
V roce 1935 vybojována účast v zájezdu ČOS do Bruselu v Belgii při příležitosti Světové výstavy. Odtud pokračovali do Francie na mezinárodní závody v Clermont-Ferrant. Československo zvítězilo, i muži. Zúčastnili se slavnostního vystoupení v Saint Nazaire. V roce 1936 na Mezinárodních závodech v Lublani v Jugoslávii získala druhé místo. Berlín LOH 1936 stříbrná medaile v soutěži družstev žen.
V roce 1937 „Na přeborech žen ve dvanáctiboji“ ČOS v Praze získala čtvrté místo. Vše proběhlo v jednom dni. Vybojovala účast na „Tělovýchovné slavnosti“ francouzských Sokolů v Paříži i účast na mezinárodních závodech v Jugoslávii, Novi Sad, „Svaz slovanského Sokolstva“, získala páté místo. Zúčastněné státy: Polsko, Rumunsko, Bulharsko, Československo.
V roce 1938 vybojována účast ve družstvu na „Mistrovství světa“ v Praze, získala zlatou medaili ve družstvu žen. V roce 1939 v červnu udělena medaile hlavního města Prahy I. stupně – zlatá.
Po válce užívala jména Božena Kalová–Dobešová. V roce 1946 získala šesté místo na přeborech žen ČOS v Praze ze 60 závodnic.
V roce 1947 první místo na přeborech žen ČOS v Praze první místo ze 114 závodnic. Vybojována účast na propagační zájezd ČOS na pozvání americké Obce sokolské. Exhibiční vystoupeni v Londýně družstva žen i mužů. Do Ameriky odjeli lodí Queen Elisabeth z přístavu South Hampton. Vystupovali v New Yorku. Hlavní bylo vystoupení družstev na sletu amerického Sokolstva v Chicagu. Zájezd trval od 28. 5. 1947 do 10. 8. 1947.
V roce 1948 na Přeborech žen ČOS získala Zlatou ratolest – druhé místo. V roce 1949 druhé místo na Přeborech ČOS v Praze. Získala zlatou lipovou ratolest. Na Mezinárodních závodech ČOS a Bulharska v Sofii vybojovala první místo a zlatou medaili.
Ve svých 35 letech ukončila ze zdravotních důvodů závodní činnost. Celý svůj život byla také členem dramatického odboru TJ Sokol. Vedla pak tenisovou školu a oddíl sportovní gymnastiky. Náčelnicí TJ Sokol byla celkem 12 let, politicko-výchovný pracovník 5 let. Obdržela vyznamenání „Za zásluhy a rozvoj čs. tělovýchovy a sportu“ a „Za budování sjednocené tělovýchovy“. Byly členkou Československého klubu olympioniků. TJ Sokol při příležitosti 90 let založení jí udělil „Pamětní plaketu“. Od roku 1988 se stala držitelkou stříbrného olympijského odznaku s právem jej nosit z rozhodnutí Mezinárodního olympijského výboru. Předával jej J. A. Samaranch i dalším našim olympionikům: V. Čáslavská, E. Bosáková, L. Daněk, manželé Zátopkovi a další, ve Sjezdovém paláci v Praze.
Božena Dobešová zemřela 28. listopadu 1990 v Bílovicích nad Svitavou.